# Kink
En la sexualitat humana, el kink és l'ús de pràctiques, conceptes o fantasies sexuals no convencionals. El terme deriva de la idea d'una "desviació" en el comportament sexual d'un subjecte, per tal de contrastar aquest comportament amb costums i propensions sexuals "convencionals" o "vainilles". Per tant, és un terme col·loquial per al comportament sexual no normatiu.

## Història
El terme kink ha estat reclamat pels qui practiquen el fetitxisme sexual com un terme o sinònim de les seves pràctiques, la qual cosa indica una gamma de pràctiques sexuals i eròtiques des de l'objectivació lúdica fins a la sexual i certes parafílies. Al segle xxi, el terme kink, juntament amb expressions com BDSM, fetish i fetitxe, s'ha utilitzat més comunament que el terme parafilia.
Algunes universitats també compten amb organitzacions estudiantils centrades en problemes, dins del context de preocupacions LGBT més àmplies. La psicòloga Margie Nichols descriu el kink com un dels "elements que componen la 'Q' en LGBTQ".
Les pràctiques sexuals del kink van més enllà del que es consideren pràctiques sexuals convencionals com un mitjà per augmentar la intimitat entre les parelles sexuals. Alguns fan una distinció entre kink i fetitxisme, definint la primera com una millora de la intimitat de la parella, i la segona com el seu reemplaçament. A causa de la seva relació amb els límits sexuals convencionals, que varien segons l'època i el lloc, la definició del que és convencional o el que no, és molt variable també.